# NGC 2179
NGC 2179 je galaksija u zviježđu Zecu.

## Vanjske poveznice
- SEDS: NGC 2179